# Parque Nacional Bar'am

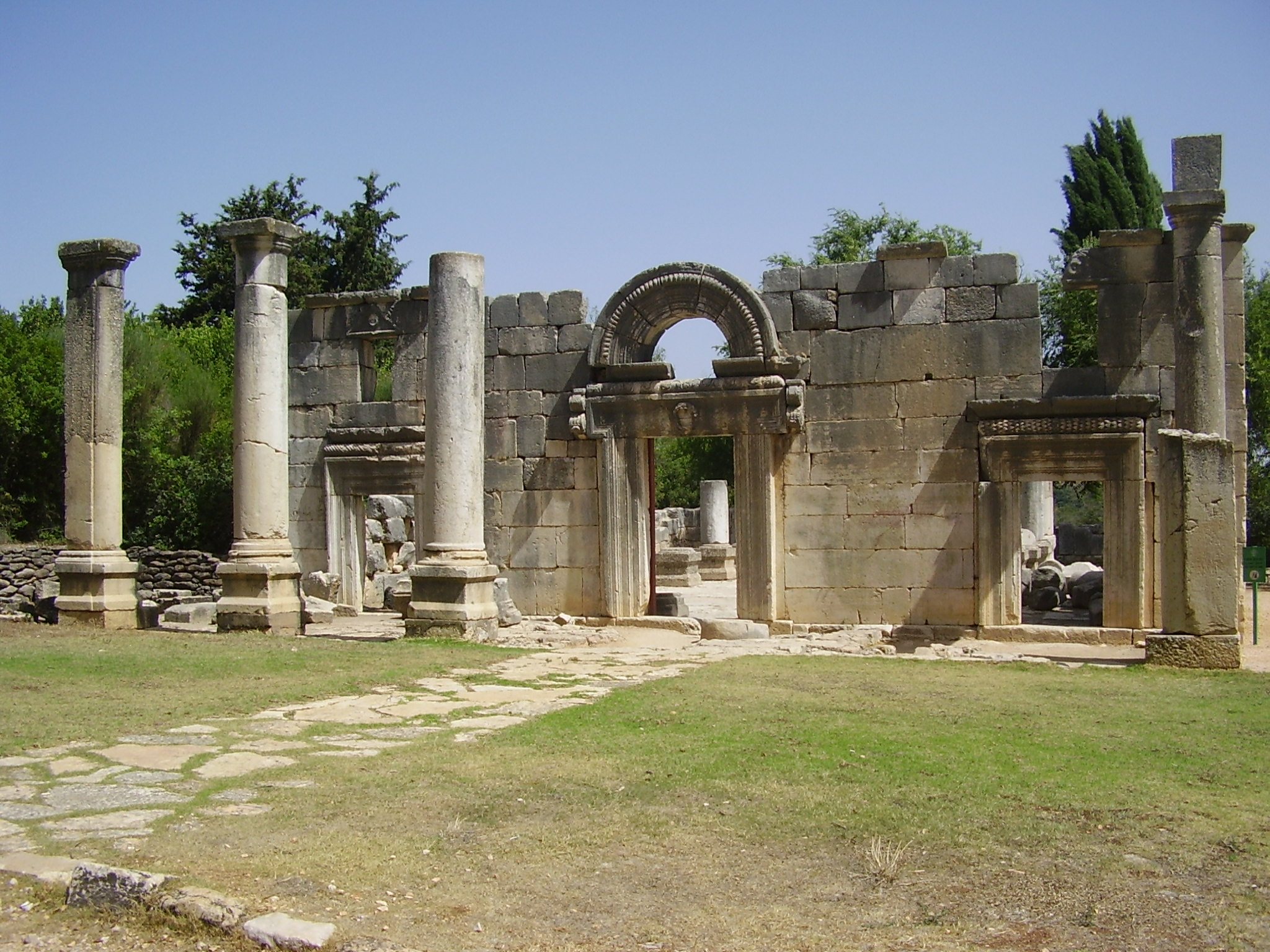
Ruínas da sinagoga antiga em kfar bar'am

O Parque Nacional Bar'am (em hebraico:  גן לאומי ברעם) é um parque nacional em Israel, entre o kibutz Sasa e o moshav Dovev, perto da fronteira com o Líbano. No terreno do parque existe uma sinagoga do período talmúdico.
O nome original da aldeia, na qual a sinagoga foi encontrada, é desconhecido, contudo é um indicativo da existência de uma comunidade judaica estabelecida na área num tempo antigo.